# Parari
Parari is een gemeente in de Braziliaanse deelstaat Paraíba. De gemeente telt 1.266 inwoners (schatting 2009).